# Juan Francisco Aragone

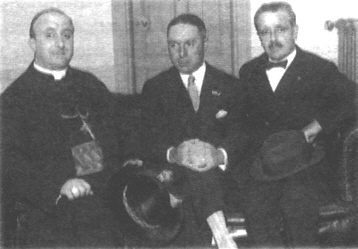
Juan Francisco Aragone (links)

Juan Francisco Aragone (* 24. Mai 1883 in Carmelo, Uruguay; † 7. Mai 1953 in Montevideo) war ein uruguayischer römisch-katholischer Bischof.

## Leben
Die Priesterweihe empfing er am 28. Oktober 1908. Am 3. Juli 1919 wurde er zum Nachfolger von Mariano Soler auf der seit über zehn Jahren vakanten Position als Erzbischof von Montevideo ernannt. Die Bischofsweihe spendete ihm am 9. November desselben Jahres der Apostolische Nuntius in Argentinien, Erzbischof Alberto Vassallo di Torregrossa; Mitkonsekratoren waren die beiden Weihbischöfe in Montevideo, Erzbischof Ricardo Isaza y Goyechea und Bischof Pio Stella. Juan Francisco Aragone übte das erzbischöfliche Amt bis zu seinem Rücktritt am 20. November 1940 aus, anschließend wurde er zum Titularerzbischof von Melitene ernannt.